# 이탈리아 육상 연맹
이탈리아 육상 연맹(이탈리아어: Federazione Italiana di Atletica Leggera, FIDAL)은 이탈리아의 육상 종목 행정을 총괄하는 스포츠 행정 기구이다. 1906년에 설립되었으며 이탈리아의 육상 종목 전반을 관리하고 있다. 본부는 로마에 있다.